# ویکتور بورخا
ویکتور بورخا (اسپانیایی: Víctor Borja‎؛ ۲۸ ژوئیهٔ ۱۹۱۲ – ۸ نوامبر ۱۹۵۴) بازیکن بسکتبال اهل مکزیک بود.